# 鳳町 (横浜市)
鳳町（おおとりちょう）は神奈川県横浜市磯子区の町名。「丁目」の設定のない単独町名である。住居表示実施済み。

## 地理
磯子区北東部の根岸湾沿いの埋立地に位置し、北側はJR根岸線を挟んで東町、西町、原町に接する。東側は区境を挟み、中区千鳥町となる。面積は583,440.1m²で、全域が工業専用地域であり人口はゼロである。

## 歴史
- 1935年8月に埋め立てが行われた[5]。
- 1940年4月1日、町界町名地番整理事業により、芝生町および原町の一部から鳳町が設立され、芝生町は廃止となった[8]。当地には飛行艇専用の飛行場である根岸飛行場が開設されていた[9]が、町名は巨大な翼のように未来に羽ばたくようにとの願いから付けられた[10][11]。
- 1941年11月、大日本航空株式会社 磯子支社新館が鳳町に落成した[8]。
- 1945年、根岸飛行場は米軍に接収された。
- 1959年2月、根岸湾埋立事業の起工式を挙行[12]。
- 1960年2月、鳳町の接収解除[12]。
- 1963年12月、根岸湾第１期埋立事業竣工[12]。第1期B地区として埋め立てられた土地が、磯子区鳳町及び中区千鳥町に編入された。第1期B地区の全域が日本石油精製（現・ENEOS）根岸製油所となる。
- 1964年5月19日、国鉄根岸線開業（桜木町駅から磯子駅まで）[12]。
- 1964年、鳳運河[13]の埋め立て
- 1965年7月1日、住居表示を実施[6][10]。

## 事業所
2021年（令和3年）現在の経済センサス調査による事業所数と従業員数は以下の通りである。
| 町丁 | 事業所数 | 従業員数 |
| ---- | -------- | -------- |
| 鳳町 | 12事業所 | 1,012人  |

### 事業者数の変遷
経済センサスによる事業所数の推移。
| 年                 | 事業者数 |
| ------------------ | -------- |
| 2016年（平成28年） | 13       |
| 2021年（令和3年）  | 12       |

### 従業員数の変遷
経済センサスによる従業員数の推移。
| 年                 | 従業員数 |
| ------------------ | -------- |
| 2016年（平成28年） | 980      |
| 2021年（令和3年）  | 1,012    |

## 交通
町の北側をJR根岸線が通り、根岸駅があるが、根岸駅は東町に位置する。

## 施設
- ENEOS根岸製油所

## その他

### 日本郵便
- 郵便番号 : 235-0006[3]（集配局：磯子郵便局[16]）。

### 警察
町内の警察の管轄区域は以下の通りである。
| 番・番地等 | 警察署     | 交番・駐在所 |
| ---------- | ---------- | ------------ |
| 全域       | 磯子警察署 | 根岸駅前交番 |